# Kim Bo-hyon

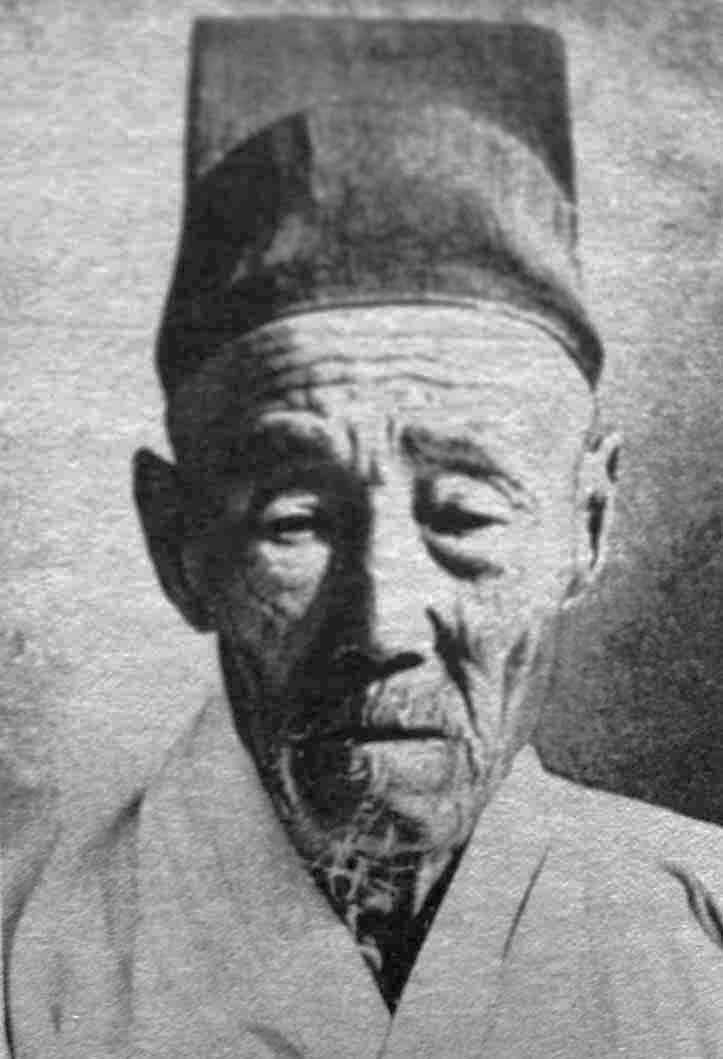
Kim Bo-hyon

Kim Bo-hyon (Mangyongdae-guyok, 3 ottobre 1871 – Mangyongdae-guyok, 2 settembre 1955) è stato un contadino nordcoreano, nonno di Kim Il-sung e trisnonno dell'attuale dittatore Kim Jong-un.

## Biografia
Kim Bo-hyon nacque a Mangyongdae il 3 ottobre 1871 come unico figlio del contadino Kim Ung-u, il quale morì all'età di trent'anni nel 1878; senza il padre, Kim andò a vivere da uno zio. A vent'anni, Bo-Hyon sposò una ragazza di nome Lee Bo-ik, di cinque anni più giovane; insieme, ebbero tre figli e tre figlie, il più noto dei quali fu Kim Hyong-Jik.  Per nutrire i suoi sei figli, si diceva che Kim si svegliasse all'alba e andasse in giro per il villaggio a raccogliere letame, mentre di notte, si diceva che torcesse corde di paglia con le quali fabbricasse sandali e stuoie intrecciate alla luce della lampada. 
Il nipote Kim Il-Sung dichiarò spesso che suo nonno Kim Bo-hyon e suo bisnonno Kim Ung-u vennero coinvolti nell'incidente del General Sherman.

## Eredità
Kim Bo-hyon e Lee Bo-ik sono stati paragonati come "patrioti" dal Comitato editoriale per la breve biografia di Kim Il-sung. Il 19 agosto 2013, le ghirlande sono state inviate da varie organizzazioni nordcoreane alle tombe di Kim Bo-hyon e Lee Bo-ik.

## Famiglia
Moglie
- Lee Bo-ik (이보익; 1876-1959)

Figli
- Kim Hyong-jik (김형직; 1894-1926)
- Kim Hyong-rok (김형록))
- Kim Hyong-gwon (김형권; 1905-1936)

Figlie
- Kim Gu-il (김구일녀))
- Kim Hyong-sil (김형실))
- Kim Hyong-bok (김형복))